# Ariela Barer
Ariela Barer (Estados Unidos, 14 de outubro de 1998) é uma atriz e cantora norte-americana, mais conhecida por interpretar Gert Yorkes na série de televisão Marvel's Runaways.

## Carreira
Ariela Barer começou a atuar aos três anos e começou profissionalmente aos nove. Ela já atuou em uma variedade de projetos e faz parte de uma banda de indie rock chamada The Love-Inns. Ela foi escalada como Gert Yorkes em Marvel's Runaways, que é lançada no Hulu como parte de sua programação original.

## Vida pessoal
Ariela Barer é parte da comunidade LGBT.

## Filmografia

### Filmes
| Ano  | Título                                  | Papel           | Notas                |
| ---- | --------------------------------------- | --------------- | -------------------- |
| 2009 | An American Girl: Chrissa Stands Strong | Sonali Matthews | Diretamente em vídeo |
| 2009 | Stellina Blue                           | Kamand          |                      |
| 2011 | All Kids Count                          | Maria           |                      |
| 2017 | A Place I'd Like To Be                  |                 | Curta-metragem       |
| 2018 | Ladyworld                               | Olivia          |                      |

### Televisão
| Ano       | Título                                  | Papel                          | Notas                                                  |
| --------- | --------------------------------------- | ------------------------------ | ------------------------------------------------------ |
| 2007      | Yo Gabba Gabba!                         | Super Martian Robot Girl (voz) | Recorrente                                             |
| 2008      | ER                                      | Jasmine Escalante              | Episódio: "Life After Death"                           |
| 2008      | 90210                                   | Rana Shirazi                   | Episódio: "Games People Play"                          |
| 2009      | Valentine                               | Jovem Wendy                    | Episódio: "She's Gone"                                 |
| 2009      | Weeds                                   | Scout                          | Episódio: "Perro Insano"                               |
| 2011      | Keenan's Crush                          | Samantha                       | 4 episódios                                            |
| 2012      | New Girl                                | Jovem Cece                     | 2 episódios                                            |
| 2013      | King John                               | Sofie                          | Filme para TV                                          |
| 2014      | Modern Family                           | Sophie                         | Episódio: "And One to Grow On"                         |
| 2014      | I Didn't Do It                          | Megan                          | Episódio: "Ball or Nothing"                            |
| 2014      | Gortimer Gibbon's Life on Normal Street | Esther Pendragon               | Episódio: "Ranger and the Legend of Pendragon's Gavel" |
| 2015      | Liv and Maddie                          | Shayna                         | Episódio: "Muffler-A-Rooney"                           |
| 2015      | The Thundermans                         | Kylie                          | Episode: "Exit Stage Theft"                            |
| 2016      | K.C. Undercover                         | Alexis McCreery                | Episódio: "Undercover Mother"                          |
| 2017      | One Day at a Time                       | Carmen                         | 4 episódios                                            |
| 2017      | Atypical                                | Bailey Bennett                 | 2 episódios                                            |
| 2017–2019 | Marvel's Runaways                       | Gert Yorkes                    | Elenco principal                                       |
| 2020      | Grey's Anatomy                          | Paula                          | Episódio: "Life on Mars?"                              |
| 2021      | Rebel                                   | Ziggie                         | Elenco principal                                       |